# Констанцер Штрассе (станция метро)
«Констанцер Штрассе» (нем. Konstanzer Straße) — станция Берлинского метрополитена. Расположена на линии U7, между станциями «Аденауэрплац» (нем. Adenauerplatz) и «Фербеллинер Плац» (нем. Fehrbelliner Platz), вблизи пересечения улиц Констанцер Штрассе и Бранденбургише Штрассе (нем. Brandenburgische Straße).

## История
Станция открыта 28 апреля 1978 года в составе участка «Фербеллинер Плац» — «Рихард-Вагнер-Плац». В мае 2008 года был открыт второй (северный) выход.

## Архитектура и оформление
Колонная двухпролётная станция мелкого заложения. Архитектор — Райнер Г. Рюммлер. В оформлении станции использованы цвета герба города Констанц: чёрный, красный и белый, а также жёлтый цвет. Путевые стены облицованы мелкой кафельной плиткой, из которой складываются различной толщины полосы, идущие вдоль всей станции. Колонны облицованы алюминиевыми листами. Потолок над платформенной частью — жёлтый, над путями — красный. Станция имеет два выхода, в торцах платформы. Южный выход ведёт в наземный вестибюль, северный — непосредственно на поверхность.